# Prevostekorre
Prevostekorre (Callosciurus prevostii) är en trädlevande gnagare som hör till ekorrfamiljen. 

## Kännetecken
Prevostekorrens päls är svart över huvudet, ryggen och svansen och mer kastanjerödaktig på undersidan. Längs kroppens sidor, från nosen till låren, finns ett brett, ljusare band. Det finns dock minst fem olika underarter, med vissa utseendemässiga variationer. Kroppslängden (huvud och bål) är vanligen 24 till 26 centimeter och därtill kommer en cirka 23 till 25 centimeter lång svans. Dess vikt är mellan 250 och 500 gram.
Individernas storlek varierar beroende på av vilken ö de lever. Stora exemplar hittas på de största öarna. Antalet spenar hos honor är tre par. Tummarna är inte utrustade med en klo utan med en nagel.

## Utbredning
Prevostekorren förekommer i Thailand, Malaysia och Indonesien. Utbredningsområdet sträcker sig från södra Malackahalvön till Borneo, Sumatra och några mindre öar i samma region. Dessutom introducerades arten på norra Sulawesi.

## Levnadssätt
Prevostekorrens habitat är skogsområden. Den finns främst i tät regnskog, men den kan också återfinnas i sekundära skogar. Arten besöker även fruktodlingar. Arten är främst aktiv på morgonen samt på senare eftermiddagen. Nästet som används under natten påminner om ett skatbo med tjockare kvistar som grundkonstruktion samt med gräsliknande växter och bark som foder.
Individerna lever ensamma eller i mindre familjegrupper. Djuren kommunicerar sinsemellan genom skrattliknande läten och de kan även använda svansen för att signalera med. 
Födan består främst av frukt, men även frön, vissa nötter, knoppar och ryggradslösa djur som myror, termiter och larver av skalbaggar samt fågelägg kan ingå i dieten. Exemplar i fångenskap åt även unga möss.
Dräktighetsperioden är 46–48 dagar och honan får vanligen två till tre ungar per dräktighet. Ungarna föds nakna och blinda och de väger vid födelsen cirka 16g. Efter cirka 22 dagar får de synförmåga. I samband med parningen har hannar kvittrande läten.